# Alexis-Joseph Delzons

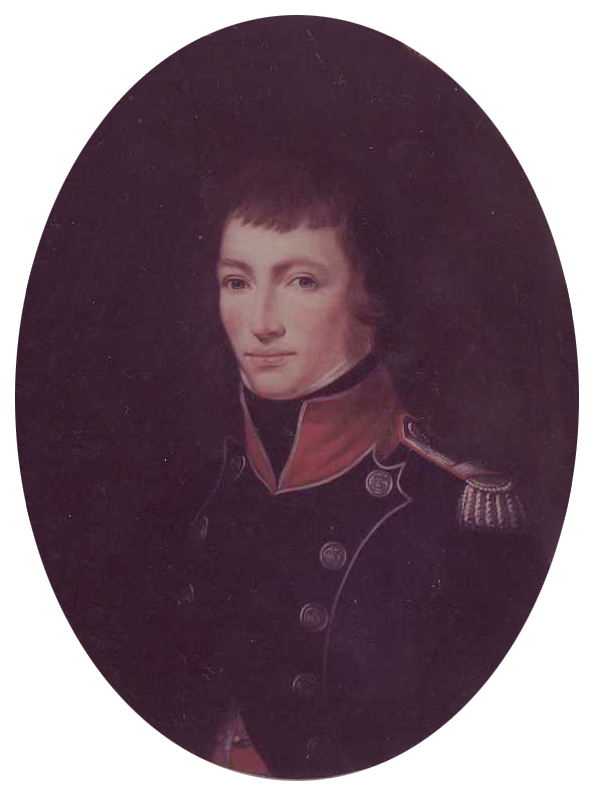
General Delzons

Alexis-Joseph Delzons (* 26. März 1775 in Aurillac; † 24. Oktober 1812 in der Schlacht von Malojaroslawez) war ein französischer Général de division der Infanterie.

## Leben
Delzons war ein Sohn des städtischen Angestellten Antoine Delzons und dessen Ehefrau Marianne-Crespine Hébrard; der Revolutionär Pierre Hébrard (1750–1802) war sein Onkel mütterlicherseits. Sein jüngerer Bruder Jean-Baptiste (1787–1812) schlug ebenfalls eine militärische Laufbahn ein und starb 1812 auf demselben Schlachtfeld.
Mit sechzehn Jahren trat Delzons 1791 in die Armee ein und machte während der Revolutionskriege sehr schnell Karriere. Er kämpfte bei La Jonquera (1794) und wurde verwundet; auch bei der Belagerung von Roses (→Castell de la Trinitat) im selben Jahr konnte er sich durch Tapferkeit auszeichnen.
Nach weiteren Beförderungen nahm Delzons 1796/97 an Napoleons Italienfeldzug teil. Er konnte sich bei Montenotte (12. April 1796), Dego (14./15. April 1796), Mondovi (20./22. April 1796) und Lodi (10. Mai 1796) durch Mut und Tapferkeit auszeichnen. Er nahm an der Belagerung von Mantua teil und geriet in Kriegsgefangenschaft; acht Tage später konnte er aber ausgetauscht werden. Er nahm an der Schlacht bei Rivoli (14./15. Januar 1797) teil und wurde verwundet.
Nach seiner Genesung meldete sich Delzons freiwillig zum Feldzug nach Ägypten. Im Rang eines Generals kam er an den Nil und kämpfte u. a. in der Schlacht bei den Pyramiden (21. Juli 1798).
Wieder zurück in Frankreich führte Delzons in den Koalitionskriegen ein eigenes Kommando unter General Auguste Frédéric Louis Viesse de Marmont. Nach dem Frieden von Schönbrunn (14. Oktober 1809) war er meistenteils mit militärisch-administrativen Aufgaben betraut.
1812 nahm Delzons als Kommandeur der 13. Division im Verband des IV. Korps unter Eugène Beauharnais am Russlandfeldzug teil. Er konnte sich bei Ostrowno (25./26. Juli) und Malojaroslawez (24. Oktober) wiederum durch Tapferkeit auszeichnen; in letzterem Kampf wurde er tödlich verwundet. Seine letzte Ruhestätte fand er am darauffolgenden Tag auf dem Schlachtfeld.

## Ehrungen
- 14. Juni 1804 Commandeur der Ehrenlegion
- Baron de l’Émpire
- Am 24. Juni 1883 wurde in Aurillac sein Denkmal – eine Bronzestatue, geschaffen von Gabriel Vital-Dubray (1813–1893) – feierlich enthüllt.
- Sein Name findet sich am östlichen Pfeiler (16. Spalte) des Triumphbogens am Place Charles-de-Gaulle (Paris).